# David Rhoads
David Rhoads (* 27. Mai 1932 in Long Beach; † 21. Februar 2017) war ein US-amerikanischer Radrennfahrer und nationaler Meister im Radsport.

## Sportliche Laufbahn
Rhoads war Teilnehmer der Olympischen Sommerspiele 1952 in Helsinki. Er schied im olympischen Straßenrennen beim Sieg von André Noyelle aus dem Rennen aus. Die US-amerikanische Mannschaft kam nicht in die Mannschaftswertung. 1956 war er bei den Olympischen Sommerspielen in Melbourne auf der Bahn in der Einerverfolgung und in der Mannschaftsverfolgung am Start. Er startete auch im Straßenrennen. Beim Sieg von Ercole Baldini schied er im olympischen Straßenrennen aus. Die US-amerikanische Mannschaft kam nicht in die Mannschaftswertung.
1951 gewann er den nationalen Titel in der Einerverfolgung.